# Lista comunelor din Corrèze
Aceasta este lista celor 286 de comune din departamentul  Corrèze  din Franța.
- (CAB) Communauté d'agglomération de Brive, creată în 2002.

| INSEE | Cod poștal | Comuna                        |
| ----- | ---------- | ----------------------------- |
| 19001 | 19260      | Affieux                       |
| 19002 | 19200      | Aix                           |
| 19003 | 19190      | Albignac                      |
| 19004 | 19380      | Albussac                      |
| 19005 | 19240      | Allassac(CAB)                 |
| 19006 | 19200      | Alleyrat                      |
| 19007 | 19120      | Altillac                      |
| 19008 | 19250      | Ambrugeat                     |
| 19009 | 19000      | Les Angles-sur-Corrèze        |
| 19010 | 19400      | Argentat                      |
| 19011 | 19230      | Arnac-Pompadour               |
| 19012 | 19120      | Astaillac                     |
| 19013 | 19190      | Aubazines                     |
| 19014 | 19220      | Auriac                        |
| 19015 | 19310      | Ayen                          |
| 19016 | 19800      | Bar                           |
| 19017 | 19430      | Bassignac-le-Bas              |
| 19018 | 19220      | Bassignac-le-Haut             |
| 19019 | 19120      | Beaulieu-sur-Dordogne         |
| 19020 | 19390      | Beaumont                      |
| 19021 | 19290      | Bellechassagne                |
| 19022 | 19510      | Benayes                       |
| 19023 | 19190      | Beynat                        |
| 19024 | 19230      | Beyssac                       |
| 19025 | 19230      | Beyssenac                     |
| 19026 | 19120      | Bilhac                        |
| 19027 | 19170      | Bonnefond                     |
| 19028 | 19110      | Bort-les-Orgues               |
| 19029 | 19500      | Branceilles                   |
| 19030 | 19310      | Brignac-la-Plaine             |
| 19031 | 19100      | Brive-la-Gaillarde(CAB)       |
| 19032 | 19120      | Brivezac                      |
| 19033 | 19170      | Bugeat                        |
| 19034 | 19430      | Camps-Saint-Mathurin-Léobazel |
| 19035 | 19350      | Chabrignac                    |
| 19036 | 19370      | Chamberet                     |
| 19037 | 19450      | Chamboulive                   |
| 19038 | 19330      | Chameyrat                     |
| 19039 | 19320      | Champagnac-la-Noaille         |
| 19040 | 19320      | Champagnac-la-Prune           |
| 19041 | 19150      | Chanac-les-Mines              |
| 19042 | 19330      | Chanteix                      |
| 19043 | 19360      | La Chapelle-aux-Brocs(CAB)    |
| 19044 | 19120      | La Chapelle-aux-Saints        |
| 19045 | 19430      | La Chapelle-Saint-Géraud      |
| 19046 | 19300      | Chapelle-Spinasse             |
| 19047 | 19600      | Chartrier-Ferrière            |
| 19048 | 19190      | Le Chastang                   |
| 19049 | 19600      | Chasteaux                     |
| 19050 | 19500      | Chauffour-sur-Vell            |
| 19051 | 19390      | Chaumeil                      |
| 19052 | 19290      | Chavanac                      |
| 19053 | 19200      | Chaveroche                    |
| 19054 | 19120      | Chenailler-Mascheix           |
| 19055 | 19160      | Chirac-Bellevue               |
| 19056 | 19320      | Clergoux                      |
| 19057 | 19500      | Collonges-la-Rouge            |
| 19058 | 19250      | Combressol                    |
| 19059 | 19350      | Concèze                       |
| 19060 | 19140      | Condat-sur-Ganaveix           |
| 19167 | 19200      | Confolent-Port-Dieu           |
| 19061 | 19150      | Cornil                        |
| 19062 | 19800      | Corrèze                       |
| 19063 | 19360      | Cosnac(CAB)                   |
| 19064 | 19340      | Couffy-sur-Sarsonne           |
| 19065 | 19340      | Courteix                      |
| 19066 | 19520      | Cublac(CAB)                   |
| 19067 | 19500      | Curemonte                     |
| 19068 | 19360      | Dampniat(CAB)                 |
| 19069 | 19220      | Darazac                       |
| 19070 | 19300      | Darnets                       |
| 19071 | 19250      | Davignac                      |
| 19072 | 19270      | Donzenac                      |
| 19073 | 19300      | Égletons                      |
| 19074 | 19170      | L'Église-aux-Bois             |
| 19075 | 19150      | Espagnac                      |
| 19076 | 19140      | Espartignac                   |
| 19077 | 19600      | Estivals                      |
| 19078 | 19410      | Estivaux                      |
| 19079 | 19140      | Eyburie                       |
| 19080 | 19340      | Eygurande                     |
| 19081 | 19800      | Eyrein                        |
| 19082 | 19330      | Favars                        |
| 19083 | 19340      | Feyt                          |
| 19084 | 19380      | Forgès                        |
| 19085 | 19800      | Gimel-les-Cascades            |
| 19086 | 19430      | Goulles                       |
| 19087 | 19170      | Gourdon-Murat                 |
| 19088 | 19300      | Grandsaigne                   |
| 19089 | 19320      | Gros-Chastang                 |
| 19090 | 19320      | Gumond                        |
| 19091 | 19400      | Hautefage                     |
| 19092 | 19300      | Le Jardin                     |
| 19093 | 19500      | Jugeals-Nazareth              |
| 19094 | 19350      | Juillac                       |
| 19095 | 19170      | Lacelle                       |
| 19096 | 19150      | Ladignac-sur-Rondelles        |
| 19097 | 19320      | Lafage-sur-Sombre             |
| 19098 | 19150      | Lagarde-Enval                 |
| 19099 | 19500      | Lagleygeolle                  |
| 19100 | 19700      | Lagraulière                   |
| 19101 | 19150      | Laguenne                      |
| 19102 | 19160      | Lamazière-Basse               |
| 19103 | 19340      | Lamazière-Haute               |
| 19104 | 19510      | Lamongerie                    |
| 19105 | 19190      | Lanteuil                      |
| 19106 | 19550      | Lapleau                       |
| 19107 | 19600      | Larche                        |
| 19108 | 19340      | Laroche-près-Feyt             |
| 19109 | 19130      | Lascaux                       |
| 19110 | 19160      | Latronche                     |
| 19111 | 19550      | Laval-sur-Luzège              |
| 19112 | 19170      | Lestards                      |
| 19113 | 19160      | Liginiac                      |
| 19114 | 19200      | Lignareix                     |
| 19115 | 19500      | Ligneyrac                     |
| 19116 | 19120      | Liourdres                     |
| 19117 | 19600      | Lissac-sur-Couze              |
| 19118 | 19470      | Le Lonzac                     |
| 19119 | 19500      | Lostanges                     |
| 19120 | 19310      | Louignac                      |
| 19121 | 19210      | Lubersac                      |
| 19122 | 19470      | Madranges                     |
| 19123 | 19360      | Malemort-sur-Corrèze(CAB)     |
| 19124 | 19520      | Mansac(CAB)                   |
| 19125 | 19320      | Marcillac-la-Croisille        |
| 19126 | 19500      | Marcillac-la-Croze            |
| 19127 | 19150      | Marc-la-Tour                  |
| 19128 | 19200      | Margerides                    |
| 19129 | 19510      | Masseret                      |
| 19130 | 19250      | Maussac                       |
| 19131 | 19510      | Meilhards                     |
| 19132 | 19190      | Ménoire                       |
| 19133 | 19430      | Mercœur                       |
| 19134 | 19340      | Merlines                      |
| 19135 | 19200      | Mestes                        |
| 19136 | 19250      | Meymac                        |
| 19137 | 19800      | Meyrignac-l'Église            |
| 19138 | 19500      | Meyssac                       |
| 19139 | 19290      | Millevaches                   |
| 19140 | 19400      | Monceaux-sur-Dordogne         |
| 19141 | 19340      | Monestier-Merlines            |
| 19142 | 19110      | Monestier-Port-Dieu           |

| INSEE | Cod poștal | Comuna                          |
| ----- | ---------- | ------------------------------- |
| 19143 | 19300      | Montaignac-Saint-Hippolyte      |
| 19144 | 19210      | Montgibaud                      |
| 19145 | 19300      | Moustier-Ventadour              |
| 19146 | 19460      | Naves                           |
| 19147 | 19600      | Nespouls                        |
| 19148 | 19160      | Neuvic                          |
| 19149 | 19380      | Neuville                        |
| 19150 | 19500      | Noailhac                        |
| 19151 | 19600      | Noailles(CAB)                   |
| 19152 | 19120      | Nonards                         |
| 19153 | 19130      | Objat                           |
| 19154 | 19410      | Orgnac-sur-Vézère               |
| 19155 | 19390      | Orliac-de-Bar                   |
| 19156 | 19190      | Palazinges                      |
| 19157 | 19160      | Palisse                         |
| 19158 | 19150      | Pandrignes                      |
| 19159 | 19300      | Péret-Bel-Air                   |
| 19160 | 19170      | Pérols-sur-Vézère               |
| 19161 | 19310      | Perpezac-le-Blanc               |
| 19162 | 19410      | Perpezac-le-Noir                |
| 19163 | 19190      | Le Pescher                      |
| 19164 | 19290      | Peyrelevade                     |
| 19165 | 19260      | Peyrissac                       |
| 19166 | 19450      | Pierrefitte                     |
| 19168 | 19170      | Pradines                        |
| 19169 | 19120      | Puy-d'Arnac                     |
| 19170 | 19120      | Queyssac-les-Vignes             |
| 19171 | 19430      | Reygade                         |
| 19172 | 19260      | Rilhac-Treignac                 |
| 19173 | 19220      | Rilhac-Xaintrie                 |
| 19174 | 19320      | La Roche-Canillac               |
| 19175 | 19160      | Roche-le-Peyroux                |
| 19176 | 19300      | Rosiers-d'Égletons              |
| 19177 | 19350      | Rosiers-de-Juillac              |
| 19178 | 19270      | Sadroc                          |
| 19179 | 19500      | Saillac                         |
| 19180 | 19200      | Saint-Angel                     |
| 19181 | 19390      | Saint-Augustin                  |
| 19182 | 19130      | Saint-Aulaire                   |
| 19183 | 19320      | Saint-Bazile-de-la-Roche        |
| 19184 | 19500      | Saint-Bazile-de-Meyssac         |
| 19185 | 19150      | Saint-Bonnet-Avalouze           |
| 19186 | 19380      | Saint-Bonnet-Elvert             |
| 19187 | 19130      | Saint-Bonnet-la-Rivière         |
| 19188 | 19410      | Saint-Bonnet-l'Enfantier        |
| 19189 | 19430      | Saint-Bonnet-les-Tours-de-Merle |
| 19190 | 19200      | Saint-Bonnet-près-Bort          |
| 19191 | 19600      | Saint-Cernin-de-Larche          |
| 19192 | 19380      | Saint-Chamant                   |
| 19193 | 19220      | Saint-Cirgues-la-Loutre         |
| 19194 | 19700      | Saint-Clément                   |
| 19195 | 19130      | Saint-Cyprien                   |
| 19196 | 19130      | Saint-Cyr-la-Roche              |
| 19202 | 19270      | Sainte-Féréole(CAB)             |
| 19203 | 19490      | Sainte-Fortunade                |
| 19198 | 19210      | Saint-Éloy-les-Tuileries        |
| 19219 | 19160      | Sainte-Marie-Lapanouze          |
| 19199 | 19200      | Saint-Étienne-aux-Clos          |
| 19200 | 19160      | Saint-Étienne-la-Geneste        |
| 19201 | 19200      | Saint-Exupéry-les-Roches        |
| 19204 | 19200      | Saint-Fréjoux                   |
| 19205 | 19220      | Saint-Geniez-ô-Merle            |
| 19206 | 19290      | Saint-Germain-Lavolps           |
| 19207 | 19330      | Saint-Germain-les-Vergnes       |
| 19208 | 19550      | Saint-Hilaire-Foissac           |
| 19209 | 19170      | Saint-Hilaire-les-Courbes       |
| 19210 | 19160      | Saint-Hilaire-Luc               |
| 19211 | 19560      | Saint-Hilaire-Peyroux           |
| 19212 | 19400      | Saint-Hilaire-Taurieux          |
| 19213 | 19700      | Saint-Jal                       |
| 19214 | 19220      | Saint-Julien-aux-Bois           |
| 19215 | 19430      | Saint-Julien-le-Pèlerin         |
| 19216 | 19210      | Saint-Julien-le-Vendômois       |
| 19217 | 19500      | Saint-Julien-Maumont            |
| 19218 | 19110      | Saint-Julien-près-Bort          |
| 19220 | 19150      | Saint-Martial-de-Gimel          |
| 19221 | 19400      | Saint-Martial-Entraygues        |
| 19222 | 19320      | Saint-Martin-la-Méanne          |
| 19223 | 19210      | Saint-Martin-Sepert             |
| 19225 | 19320      | Saint-Merd-de-Lapleau           |
| 19226 | 19170      | Saint-Merd-les-Oussines         |
| 19227 | 19330      | Saint-Mexant                    |
| 19228 | 19160      | Saint-Pantaléon-de-Lapleau      |
| 19229 | 19600      | Saint-Pantaléon-de-Larche       |
| 19230 | 19210      | Saint-Pardoux-Corbier           |
| 19231 | 19320      | Saint-Pardoux-la-Croisille      |
| 19232 | 19200      | Saint-Pardoux-le-Neuf           |
| 19233 | 19200      | Saint-Pardoux-le-Vieux          |
| 19234 | 19270      | Saint-Pardoux-l'Ortigier        |
| 19235 | 19150      | Saint-Paul                      |
| 19236 | 19800      | Saint-Priest-de-Gimel           |
| 19237 | 19220      | Saint-Privat                    |
| 19238 | 19290      | Saint-Rémy                      |
| 19239 | 19310      | Saint-Robert                    |
| 19240 | 19700      | Saint-Salvadour                 |
| 19241 | 19290      | Saint-Setiers                   |
| 19242 | 19130      | Saint-Solve                     |
| 19243 | 19230      | Saint-Sornin-Lavolps            |
| 19244 | 19250      | Saint-Sulpice-les-Bois          |
| 19245 | 19380      | Saint-Sylvain                   |
| 19246 | 19240      | Saint-Viance(CAB)               |
| 19247 | 19200      | Saint-Victour                   |
| 19248 | 19140      | Saint-Ybard                     |
| 19249 | 19300      | Saint-Yrieix-le-Déjalat         |
| 19250 | 19510      | Salon-la-Tour                   |
| 19251 | 19800      | Sarran                          |
| 19252 | 19110      | Sarroux                         |
| 19253 | 19310      | Segonzac                        |
| 19254 | 19230      | Ségur-le-Château                |
| 19255 | 19700      | Seilhac                         |
| 19256 | 19160      | Sérandon                        |
| 19257 | 19190      | Sérilhac                        |
| 19258 | 19220      | Servières-le-Château            |
| 19259 | 19430      | Sexcles                         |
| 19260 | 19120      | Sioniac                         |
| 19261 | 19290      | Sornac                          |
| 19262 | 19370      | Soudaine-Lavinadière            |
| 19263 | 19300      | Soudeilles                      |
| 19264 | 19550      | Soursac                         |
| 19265 | 19170      | Tarnac                          |
| 19266 | 19200      | Thalamy                         |
| 19268 | 19170      | Toy-Viam                        |
| 19269 | 19260      | Treignac                        |
| 19270 | 19230      | Troche                          |
| 19271 | 19120      | Tudeils                         |
| 19272 | 19000      | Tulle                           |
| 19273 | 19500      | Turenne(CAB)                    |
| 19274 | 19270      | Ussac(CAB)                      |
| 19275 | 19200      | Ussel                           |
| 19276 | 19140      | Uzerche                         |
| 19277 | 19200      | Valiergues                      |
| 19278 | 19240      | Varetz(CAB)                     |
| 19279 | 19130      | Vars-sur-Roseix                 |
| 19280 | 19120      | Végennes                        |
| 19281 | 19260      | Veix                            |
| 19282 | 19360      | Venarsal(CAB)                   |
| 19283 | 19200      | Veyrières                       |
| 19284 | 19170      | Viam                            |
| 19285 | 19410      | Vigeois                         |
| 19286 | 19130      | Vignols                         |
| 19287 | 19800      | Vitrac-sur-Montane              |
| 19288 | 19130      | Voutezac                        |
| 19289 | 19310      | Yssandon                        |